# Associazione Musulmana del Littorio
 (octobre 2019).
L'Associazione Musulmana del Littorio était la branche musulmane du Parti national fasciste. Elle a été créée en Libye italienne en 1939 et dissoute par les Alliés en 1943 après l'invasion de l'Italie.

## Histoire
L'Associazione Musulmana del Littorio fût créée par le gouverneur-général en Libye Italo Balbo le 9 janvier 1939.
Cette Cittadinanza Italiana Speciale (citoyenneté spéciale italienne) a été créée pour les Libyens indigènes uniquement en Libye (ils ne pouvaient pas émigrer en Italie même avec cette forme de citoyenneté), ce qui aurait été fait comme un geste de gratitude pour le soutien militaire reçu par 9 000 Libyens de souche lors de la conquête italienne de l'Éthiopie en 1936. Des lois ont par la suite été adoptées pour permettre aux Libyens autochtones de s'affilier au Parti national fasciste et en particulier à l'Associazione Musulmana del Littorio.
L'association correspondante d'AML pour les jeunes de Libye italienne s'appelait « Jeunesse arabe du Licteur », qui, par ordre du gouverneur Balbo, était responsable de l'intégration du sport entre Arabes, Juifs et Italiens.

## Liens politiques
Il y avait même des liens avec les Frères musulmans en Égypte. En effet, les futurs présidents égyptiens Gamal Abdel Nasser et Anouar el-Sadate étaient liés à l'Associazione Musulmana del Littorio, à l'époque où ils étaient membres des « chemises vertes » du parti fasciste égyptien Jeune Égypte: « Je contacte pour la première fois le général Ali al Masri, lié à l'Associazione Musulmana del Littorio fasciste italo-libyenne, en 1939 et plus tard à Marsa Matruh au printemps 1941 ... J'ai eu quelques entretiens avec lui afin d'organiser une révolte pro-Rommel dans le delta du Nil et au Caire contre les Britanniques ... et je l'ai aidé à tenter de s'échapper de l'Egypte en 1941. » Anouar el-Sadate.
Ils furent même emprisonnés lorsque les troupes italiennes et allemandes atteignirent El Alamein à l'été 1942 et étaient prêts pour une insurrection en Égypte contre les Britanniques avec le soutien de membres libyens de l'AML.
Un autre lien politique avec l'organisation fasciste libyenne pour les Arabes était celui de Sadate avec Mustafa Maizran, représentant de la branche tripolitaine à la Conférence pour l'indépendance de 1951. Mustafa Maizran était un haut dirigeant de l'Associazione Musulmana del Littorio de Tripolitaine en 1940 et, parce qu'il était bilingue italien et arabe, était le lien entre Italo Balbo (gouverneur de la Libye) et le groupe de responsables égyptiens sous la houlette de Sadate pour une réunion. à faire à Sidi Azeis près de Marsa Matruh dans les premiers jours de la guerre. Folco Quilici a écrit à propos de cette réunion, cela n'a pas été fait à cause du « étrange » meurtre de Balbo alors qu'il volait au-dessus de Tobrouk en direction de Sidi Azeis. Après l'échec de cette réunion, les autorités anglaises ont forcé deux divisions égyptiennes (et Sadate) à se retirer de la frontière libano-égyptienne (Sadate a décrit cette « humiliation » dans sa célèbre Révolte sur le Nil). Mustafa Maizran - après l'échec de la réunion - s'est éloigné des organisations fascistes en Libye.